# Frits Bolkestein
Frederik Bolkestein, detto Frits (Amsterdam, 4 aprile 1933 – Laren, 17 febbraio 2025), è stato un economista e politico olandese.
Prende il suo nome la direttiva Bolkestein, sulla libera circolazione dei servizi in seno all'Unione europea.

## Biografia

### Origini
Frits Bolkestein nacque ad Amsterdam il 4 aprile 1933, figlio dell'avvocato Nicolaas Bolkestein (1902-1975), e Anna Margaretha Meyjes. Suo nonno paterno, Gerrit Bolkestein, fu prima insegnante, poi ispettore dell'educazione e infine, dopo il suo pensionamento, Ministro dell'istruzione. La madre di Bolkestein nacque nelle Indie orientali olandesi, figlia del banchiere Frederik "Frits" Meyjes da cui prese appunto il nome Frits Bolkestein.

### Attività politica
Fu leader del partito liberale olandese VVD, partner dei socialdemocratici nei governi "Viola" di Wim Kok (1994-1998; 1998-2002), ministro del commercio estero dei Paesi Bassi dal 1982 al 1986, dal 1986 al 1988 "Chairman" della Commissione Atlantica nei Paesi Bassi e nel biennio 1988-1989 ministro della difesa. Fu capolista del VVD nel 1994 e nel 1998, ottenendo in entrambe le elezioni risultati storicamente alti ed entrando a far parte della coalizione "Viola" (PvdA-VVD-D66) dei governi Kok I e Kok II.
Fu Commissario Europeo per il Mercato Interno, la Tassazione e l'Unione doganale nella commissione Prodi. Fu anche revisore della seconda più grande industria farmaceutica del mondo, la Merck, Sharp & Dohme. Fu poi presidente dell'Internazionale Liberale, membro della Mont Pelerin Society. Lavorò per 16 anni alla Royal Dutch Shell prima di diventare General director della Chemical Shell.

### Le critiche all'euro
Nonostante la sua carriera nelle istituzioni europee, nel 2014 avanzò severe critiche nei confronti della gestione dell'euro e dell'eurozona, affermando che "L'unione monetaria ha fallito".